# 安達時盛
安達 時盛（あだち ときもり）は、鎌倉時代中期の鎌倉幕府の御家人。安達氏の一族で、安達義景の子。安達泰盛の弟。
仁治2年（1241年）、安達義景の子として生まれる。兄の泰盛と共に幕政に参加し、弘長3年（1263年）に執権北条時頼が死去すると、炉忍（後に道供）と号して出家した。
時頼没後も兄と共に幕政に参与し、文永4年（1267年）に評定衆に任じられる。ところが建治2年（1276年）9月、突如として寿福寺に入って隠棲した。このため、時盛の所領は幕府によってことごとく収公されている。また、兄の泰盛から義絶されているため、恐らくは何らかの政治的問題から隠棲に追い込まれたのではないかと推測される。
弘安8年（1285年）6月10日、隠棲後に移った高野山において死去した。享年45。兄の泰盛が霜月騒動で滅ぶ5ヶ月前のことである。時盛の跡は時長、師頼と続く。